# George Eastman House
El George Eastman House és un museu de fotografia ubicat a Rochester, Nova York, Estats Units. Està situat en la qual fos la residència d'Eastman Kodak i és considerat com el museu fotogràfic més antic del món.
L'herència de George Eastman va ser confiada a la Universitat de Rochester que després de la Segona Guerra Mundial va passar la seva gestió a una fundació. Així la idea de crear un museu es va iniciar el 1947 amb l'objecte de guardar i preservar la història de la fotografia i el Cine. El 1949 va obrir les portes al públic.
Compta amb una col·lecció de 400.000 fotografies de més de 8.000 fotògrafs i amb una de les majors col·leccions de daguerrotips amb uns 3.500. Així mateix té gran part del llegat d'Alfred Stieglitz que va ser donada per la seva vídua i ascendeix a unes 4.300 obres així com gran quantitat de les obres de Steichen.
Disposa d'obres de destacats fotògrafs contemporanis entre els quals s'inclouen Steve McCurry, Robert Frank, James Nachtwey, Sebastião Salgado o Manuel Rivera-Ortiz.
És considerat una fita històrica nacional dels Estats Units des del 13 de novembre de 1966.
Els directors que ha tingut són:
| Període        | Nom               |
| -------------- | ----------------- |
| 1947 – 1958    | Oscar N. Solbert  |
| 1958 – 1971    | Beaumont Newhall  |
| 1971 – 1972    | Van Deren Coke    |
| 1972 – 1981    | Robert J. Doherty |
| 1981 – 1989    | Robert A. Mayer   |
| 1989 – 1995    | James L. Enyeart  |
| 1996 – 2012    | Anthony Bannon    |
| 2012 – present | Bruce Barnes      |